# Росдорф (Шлезвіг-Гольштейн)
Росдорф (нім. Rosdorf) — громада в Німеччині, розташована в землі Шлезвіг-Гольштейн. Входить до складу району Штайнбург. Складова частина об'єднання громад Келлінгузен.
Площа — 5,6 км2. Населення становить 354 ос. (станом на 31 грудня 2020).